# Anni 720
Gli anni 720 sono il decennio che comprende gli anni dal 720 al 729 inclusi.

## Eventi, invenzioni e scoperte

### Europa

#### Regno Franco
- 721: Morte di Chilperico II. Teodorico IV diventa re dei franchi.
- 721: Il regno di Teodorico IV segna l’inizio della diminuzione dell’autorità politica dei sovrani merovingi.
- 725: Carlo Martello, il maggiordomo di palazzo, accentra sempre di più il potere nelle sue mani e attraversa il Reno, assoggettando gli Alemanni e i Suebi.

#### Regno Longobardo
- 725: Il re longobardo Liutprando accoglie Pipino, figlio di Carlo Martello, e lo rimanda al padre con ricchi doni e oggetti d’oro, in segno di amicizia.
- 727: Liutprando conquista Frignano, Monteveglio, Busseto, Persiceto.
- 728 – Donazione di Sutri: Liutprando conquista Sutri, ma nello stesso anno, sotto pressioni del Papa Gregorio II, dona alla chiesa il borgo, insieme ad alcuni castelli nel Lazio.

#### Impero romano d’Oriente
- 720: Gli arabi sottraggono all’impero bizantino alcuni territori del Caucaso.
- 726: Leone III pubblica l’Ecloga.

#### Repubblica di Venezia
- 726: Morte di Marcello Tegalliano. Viene eletto Doge Orso.

#### Spagna

Regno dei Visigoti alla sua massima espansione nel V secolo.

- 721: Il Regno Visigoto, già indebolito dalla ribellione di Pelagio, cade in seguito all’invasione musulmana. La Spagna, fatta eccezione per il nord appartenente al Regno delle Asturie, viene annessa al Califfato Omayyade.
- 722 – Battaglia di Covadonga: Pelagio sconfigge i musulmani e afferma l’indipendenza del Regno delle Asturie dal Califfato Omayyade.
- 722: Inizia la Reconquista, un periodo di guerra avvenuto nella Penisola Iberica durante il quale i regni cristiani riconquisteranno i territori occupati dai musulmani. Durerà fino al 1492.

#### Califfato Omayyade
- 720: Conquista di alcuni territori del Caucaso.
- 721: Conquista della Spagna.
- 724: Morte di Yazīd II ibn ʿAbd al-Malik. Diventa califfo Hishām ibn ʿAbd al-Malik.

### Asia

#### Cina
- 723: Viene costruito il primo orologio meccanico.
- 726: Nasce l’imperatore Dai Zong.

### Altro

#### Religione
- 723: San Bonifacio, a Fritzlar, fa cadere l’Albero di Thor. Questo evento fu decisivo per la cristianizzazione delle tribù germaniche.

#### Architettura
- 30 gennaio 726: Viene costruita l’Abbazia della Novalesa.
- 728: Donazione di Sutri.

## Personaggi
- Carlo Martello, maggiordomo di palazzo franco
- Teodorico IV, re franco
- Leone III, imperatore bizantino